# Wiedemannia quercifolia
Wiedemannia quercifolia är en tvåvingeart som först beskrevs av Engel 1918.  Wiedemannia quercifolia ingår i släktet Wiedemannia och familjen dansflugor. Inga underarter finns listade i Catalogue of Life.